# Möllerydsstugan
Möllerydsstugan är en del av en bondgård i Hjortsberga socken i Ronneby kommun. Stugan förklarades som byggnadsminne 6 december 1982.

## Historik
Högloftsstugan i Mölleryd har varit manbyggnad i en bondgård, som tidigt inlemmades i Johannishus fideikommiss. Ekonomibyggnaderna är sedan länge borta. Huset var fram till 1948 bostad för en av godsets anställda.
Hustypen, ofta kallad sydgötiskt hus, består av en lägre stuga - det egentliga bostadsrummet - med tillbyggda lofthus, så kallade häbbare. Dessa härbärgerade ursprungligen spannmål och viktualier eller fungerade som kistekammare. Det sydgötiska huset, som är känt redan under tidig medeltid, finns främst i Halland och Blekinge, men förekommer även i Bohuslän, delar av Skåne och  på södra Öland. Före år 1800 tycks hustypen ha varit vanlig som manbyggnad på de blekingska bondgårdarna.
Möllerydsstugan är möjligen uppförd redan under 1600-talet. Husets märkligaste del är det tvärställda bakhäbbaret med uppsnittsornerad utkragad övervåning. Högloftsstugor av liknande slag kan bland annat ses i Wämöparken i Karlskrona och på Skansen i Stockholm och Kulturen i Lund. Dessa kommer från nordvästra Blekinge, där typen var vanlig ännu omkring år 1900.
Gården antas ha uppförts under 1600-talet och Möllerydsstugan är ett ovanligt välbevarat exempel på ett så kallat sydgötiskt hus. Detta begrepp ska inte förväxlas med "götisk gård", som inte avser själva byggnaden. Huset består av en lägre mittdel med tillbyggnader på varje gavel. En sådan tillbyggnad kallas för "härbren" eller "häbbare".
Gårdens människor bodde i den lägre delen av huset medan de högre "härbrena" användes för förvaring av spannmål, mat och sådant som kunde förvaras i kistor. Ett exempel på detta kan vara förvaring av kläder, textil och verktyg.